# Etzgen
Etzgen (schweizertyska: Ätzge) är en ort i kommunen Mettauertal i kantonen Aargau, Schweiz. Orten var före den 1 januari 2010 en egen kommun, men slogs då samman med kommunerna Hottwil, Mettau, Oberhofen och Wil till den nya kommunen Mettauertal.